# Onondaga County
Onondaga County je okres ve státě New York ve Spojených státech amerických. K roku 2010 zde žilo 467 026 obyvatel. Správním městem okresu je Syracuse. Celková rozloha okresu činí 2 088 km².